# Карла (Раэ)
Ка́рла (эст. Karla) — деревня в волости Раэ уезда Харьюмаа, Эстония.   

## География и описание
Расположена в 6 километрах к юго-востоку от Таллина. Высота над уровнем моря — 45 метров.
Климат умеренный. Официальный язык — эстонский. Почтовый индекс — 75326.

## Население
По данным переписи населения 2021 года, в Карланасчитывалось 886 жителей, из них 805 (91,3 %) — эстонцы.
По данным переписи населения 2011 года, в деревне проживали 544 человека, из них 496 (91,2 %) — эстонцы.
Численность населения деревни Карла:
| Год  | 2000 | 2007  | 2009  | 2010  | 2011  | 2012  | 2014  | 2015  | 2017  | 2018  | 2019  | 2020  | 2021  |
| ---- | ---- | ----- | ----- | ----- | ----- | ----- | ----- | ----- | ----- | ----- | ----- | ----- | ----- |
| Чел. | 102  | ↗ 257 | ↗ 347 | ↗ 389 | ↗ 513 | ↗ 544 | ↗ 572 | ↗ 657 | ↗ 696 | ↗ 740 | ↗ 771 | ↗ 807 | ↗ 886 |

## История
В Датской поземельной книге 1241 года упоминается Karowelæ, в письменных источниках 1386 года — Karwele, 1401 года — Carol, 1871 года — Kaarla.
В 1220–1227 годах на территории деревни была построена церковь Васкъяла, одна из первых церквей в Северной Эстонии. Точное место расположения этой церкви неизвестно.
В 1977–1997 годах деревня Карла была частью деревни Васкъяла.

## Происхождение топонима
Прежнее имя деревни Карвала произошло от слова карв (эст. karv — «волос») или, точнее, от личного имени Карвой (Karvoi, эст. karvane — «волосатый») и окончания -ла (-la).

## Достопримечательности
На территории деревни находятся древнее селище и два древних каменных кладбища, внесённые в Государственный регистр памятников культуры Эстонии.

## Комментарии
1. ↑  Эстонские топонимы, оканчивающиеся на -а, не склоняются и не имеют женского рода (исключение — Нарва)[5].